# 马丁娜·普勒贝尔
马丁娜·普勒贝尔（德語：Martina Proeber，1963年1月4日—），德国前女子跳水运动员。她曾代表东德参加1980年夏季奥林匹克运动会跳水比赛，获得女子3米跳板银牌。